# Socorro Waquim
Maria do Socorro Almeida Waquim, mais conhecida como Professora Socorro (Parnaíba, 30 de novembro de 1955), é uma professora, servidora pública e política brasileira. Filiada ao Progressistas (PP), foi deputada estadual do Maranhão. Anteriormente, foi vereadora e prefeita de Timon.
Casada com Sétimo Waquim, é mãe de Ângela  Waquim, Amanda Waquim e Ulysses Waquim. Em 2016 foi eleita a vereadora mais votada de Timon. Em 2014 e 2018, tentou ser deputada estadual, mas não foi eleita.

## Carreira política
Começou a carreira política em 1996 ao se candidatar ao cargo de prefeita de Timon e foi derrotada por Sebastião de Deus (PDT), este apoiado por Chico Leitoa. Insistiu novamente em 2000 e foi derrotada por Chico Leitoa. 
Foi eleito deputada estadual em 2002 pelo PMDB.
Nas eleições de 2004, foi eleita prefeito de Timon, sendo reeleita em 2008. 
Nas eleições de 2012, o grupo da prefeita articulou-se para lançar Edivar Ribeiro, enquanto Chico Leitoa se lança candidato do PDT ao vencer a convenção do partido. Chico Leitoa desistiu e lançou Luciano Leitoa em seu lugar como candidato do PSB. Luciano Leitoa contou com apoio de Flávio Dino (candidato derrotado por Roseana Sarney em 2010). Com a queda de Edivar Ribeiro nas pesquisas de opinião, Luciano Leitoa consegue passar o candidato do PMDB sendo eleito com um total de 49.250 votos.  
Cumpriu o restante do mandato até 1 de janeiro de 2013, quando foi sucedida por Luciano Leitoa. 
Candidatou-se a deputada estadual em 2014, sem lograr êxito. 
Nas eleições de 2016, candidatou-se a vereadora de Timon pelo PMDB, sendo eleita com um total de 2.477 votos.
Em 2021, foi empossada como deputada estadual, após o deputado Rigo Teles assumir a prefeitura de Barra do Corda.
Em 2022, recebeu 24.580 votos, não conseguindo a reeleição.